# Gafadurahütte
Die Gafadurahütte ist eine Schutzhütte des Liechtensteiner Alpenvereins. Sie liegt oberhalb des Rheintals und des Ortes Planken auf der Alp Gafadura auf 1428 m ü. M. im Rätikon in Liechtenstein, in der Nähe zur österreichischen Staatsgrenze unterhalb der Drei Schwestern (2053 m) und des Garsellikopfes (2105 m). Die nahe gelegene Alp Gafadura auf 1407 m gab der LAV-Hütte den Namen.

## Geschichte
Die Hütte wurde ursprünglich als eine fürstliche Jagdhütte 1926/27 erbaut und genutzt. 1954 wurde das Jagdhaus von Fürst Franz Josef II. an den damaligen Jagdrevier-Pächter, Erwin Kocher, verkauft. Mit Kaufvertrag vom 18. Dezember 1967 wurde das Jagdhaus zum 1. Januar 1968 an den Liechtensteinischen Alpenverein übertragen, welcher die Hütte, nach den notwendigen Umbauten, am 7. Juli 1968 eröffnete. Anlässlich der Eröffnung vor 50 Jahren wurde 2018 vom Liechtensteinischen Alpenverein (LAV) eine Festschrift («Gafadurahütte») herausgegeben und am 7. Juli 2018 eine Sternwanderung zur Gafadurahütte durchgeführt. 

## Touren
Die Hütte ist vom Rheintal (Schaan) aus leicht zu erreichen. Der Aufstieg zur Gafadurahütte von Planken dauert etwa 1,5 bis 2 Stunden.
Es können von der Hütte aus einfache Rundwanderungen oder anspruchsvolle Touren absolviert werden (z. B. Überschreitung der Dreischwesternkette zum Fürstensteig nach Gaflei, auf welchem Trittsicherheit und Schwindelfreiheit Voraussetzung sind).
In kurzer Wegstrecke erreichbar sind Sarojaalpe (auch Hinterälpele genannt), Tisner Schihütte, Feldkircherhütte / Alpe Amerlug, Gasthaus auf der Alpe Sücka und die Pfälzerhütte (Bettlerjoch).
Beispiele:
- Gafadurahütte – Sarojasattel – Drei Schwestern – Fürstensteig – Gaflei (Gehzeit ca. 4½ Stunden)
- Gafadurahütte – Sarojasattel – Hinterälpele – Feldkircher Naturfreundehaus (A) (Gehzeit ca. 2 Stunden)
- Gafadurahütte – Alpzinken – Richtung Paulahütte – Hinterälpele – Sarojasattel – Gafadurahütte (Gehzeit ca. 3 Stunden)

Die Gafadurahütte liegt am Weitwanderweg Via Alpina (R56), welcher über Italien, Slowenien, Deutschland, Österreich, die Schweiz, Liechtenstein, Frankreich nach Monaco führt.

## Bewirtschaftung
Von ungefähr Mitte Mai bis etwa Mitte Oktober ist die Hütte durchgehend bewirtschaftet. Es stehen 42 Betten (Matratzenlager) zur Verfügung (jedoch kein Winterraum).